# DRDO AEW&CS
DRDO AEW&CS je reaktivno letalo za zgodnje opozarjanje (in komandni center), ki ga razvijajo v Indiji. DRDO je akronim za "Defence Research and Development Organisation". Platforma za leteči radar je brazilski Embraer ERJ 145. 
Letalo bo imelo AESA radar nameščen na vrhu trupa. 